# 각호산 (충북)
각호산(角虎山)은 대한민국 충청북도 영동군에 있는 높이 1,176m의 산이다. 옛날에 뿔 달린 호랑이가 살았다는 전설에서 산의 이름이 유래되었으며, 배거리산이라고도 한다.

## 같이 보기
- 한국의 산

1. ↑  영동군청. “문화관광”. 2025년 3월 11일에 확인함.